# ألديمير ريبيرو سوزا
ألديمير ريبيرو سوزا (بالبرتغالية: Ademir Ribeiro Souza‏) هو لاعب كرة قدم برازيلي في مركز الدفاع، ولد في 20 سبتمبر 1985 في البرازيل. لعب مع النادي الرياضي بريميرو باسو فيتوريا دا كونكيستا ونادي سكندربيو كورتشه ونادي فلومينينسي دي فييرا ونادي لاتشي.

## وصلات خارجية
- ألديمير ريبيرو سوزا على موقع قاعدة بيانات كرة القدم.إي يو (الإنجليزية)
- ألديمير ريبيرو سوزا على موقع Soccerway.com (الإنجليزية)
- ألديمير ريبيرو سوزا على موقع عالم كرة القدم.نت (الإنجليزية)
- ألديمير ريبيرو سوزا على موقع AS.com (الإسبانية)